# جون ديكسون هنت
جون ديكسون هنت (بالإنجليزية: John Dixon Hunt)‏ هو مهندس معماري بريطاني، ولد في 18 يناير 1936 في غلوستر في المملكة المتحدة.